# Puchar Świata w kolarstwie przełajowym 1996/1997
Puchar Świata w kolarstwie przełajowym w sezonie 1996/1997 to 4. edycja tej imprezy. Organizowany przez UCI, obejmował tylko zawody dla mężczyzn. Pierwszy wyścig odbył się 27 października 1996 roku w szwajcarskim Eschenbach, a ostatni 19 stycznia 1997 roku w holenderskim Heerlen.
Trofeum sprzed roku bronił Włoch Luca Bramati. W tym sezonie triumfował reprezentant Holandii - Adrie van der Poel.

## Wyniki
| Lp | Miejscowość        | Data                 | 1. miejsce          | 2. miejsce         | 3. miejsce          |
| -- | ------------------ | -------------------- | ------------------- | ------------------ | ------------------- |
| 1. | Wangen             | 27 października 1996 | Richard Groenendaal | Adrie van der Poel | Dieter Runkel       |
| 2. | Prata di Pordenone | 10 listopada 1996    | Adrie van der Poel  | Dieter Runkel      | Wim de Vos          |
| 3. | Praga              | 23 listopada 1996    | Adrie van der Poel  | Dieter Runkel      | Luca Bramati        |
| 4. | Nommay             | 8 grudnia 1996       | Richard Groenendaal | Daniele Pontoni    | Mario De Clercq     |
| 5. | Koksijde           | 27 grudnia 1996      | Adrie van der Poel  | Erwin Vervecken    | Richard Groenendaal |
| 6. | Heerlen            | 19 stycznia 1997     | Marc Janssens       | Adrie van der Poel | Thomas Frischknecht |

## Klasyfikacja generalna
| Lp. | Zawodnik            | Punkty |
| --- | ------------------- | ------ |
| 1.  | Adrie van der Poel  | 96     |
| 2.  | Richard Groenendaal | 94     |
| 3.  | Marc Janssens       | 63     |
| 4.  | Mario De Clercq     | 54     |
| 5.  | Peter Van Santvliet | 47     |
| 6.  | Thomas Frischknecht | 45     |
| 7.  | Wim de Vos          | 41     |
| 8.  | Dieter Runkel       | 40     |
| 9.  | Luca Bramati        | 37     |
| 9.  | Erwin Vervecken     | 37     |